# 903
Évszázadok: 9. század – 10. század – 11. század
Évtizedek: 850-es évek – 860-as évek – 870-es évek – 880-as évek – 890-es évek – 900-as évek – 910-es évek – 920-as évek – 930-as évek – 940-es évek – 950-es évek
Évek: 898 – 899 – 900 – 901 –  902 – 903 – 904 – 905 – 906 – 907 – 908

## Események

### Európa
- A honfoglaló magyarok az évkönyvek szerint "kemény csatákat" vívnak, valószínűleg a morvákkal és a bajorokkal.
- Nyáron meghal IV. Benedek pápa. Utódjául V. Leót választják, akit Kristóf bíboros októberben lemondat és bebörtönöz, majd magát választatja pápává. Leó röviddel később meghal (egyes források szerint a következő év elején meggyilkolják).
- Gyermek Lajos keleti frank király kiadja raffelstetteni vámrendeletét (az egyik legkorábbi fennmaradt ilyen rendeletet).
- A vikingek feldúlják Tours környékét, de a várost nem sikerül bevenniük.
- Sikertelen merényletkísérlet VI. León bizánci császár ellen a Szt. Mokiosz-templomban.

### Észak-Afrika
- II. Abdalláh aglabida emír Ifríkijában sikertelenül próbálja leverni a berber kutámák felkelését. Júliusban fia, III. Zijadat Alláh meggyilkolja (összes testvérével és fiával együtt) hogy maga foglalja el a trónt.

## Születések
- december 7. - Abd al-Rahmán al-Szúfí, perzsa csillagász

## Halálozások
- március 26. - Szugavara no Micsizane, japán költő
- július 27. - II. Abdalláh, aglabida emír
- IV. Benedek, római pápa
- Mózes bar Képha, szíriai püspök

## Fordítás
- Ez a szócikk részben vagy egészben  a(z)   903 című angol Wikipédia-szócikk ezen változatának fordításán alapul.  Az eredeti cikk szerkesztőit annak laptörténete sorolja fel. Ez a jelzés csupán a megfogalmazás eredetét és a szerzői jogokat jelzi, nem szolgál a cikkben szereplő információk forrásmegjelöléseként.